# Herb Brasławia

Herb Brasławia

Herb Brasławia − jeden z oficjalnych symboli Brasławia.
Herb przedstawia w błękitnym polu złote słońce, w którego tarczę wpisany jest błękitny trójkąt z okiem - symbolem boskiego planu.
Po raz pierwszy herb został wprowadzony przez króla polskiego i wielkiego księcia litewskiego Stanisława Augusta Poniatowskiego 2 czerwca 1792 roku, a przez władze obecnej Białorusi został oficjalnie przyjęty dekretem prezydenckim nr 36 z 20 stycznia 2006 roku „ws. przyjęcia oficjalnych symboli heraldycznych dla jednostek administracyjnych i terytorialnych obwodu witebskiego”.